# Profronde van Drenthe 2015
La Profronde van Drenthe 2015, cinquantatreesima edizione della corsa, valida come evento dell'UCI Europe Tour 2015 categoria 1.1, si svolse il 14 marzo 2015 su un percorso di 197,9 km, con partenza ed arrivo a Hoogeveen, nei Paesi Bassi. La vittoria fu appannaggio del belga Edward Theuns, che completò il percorso in 4h 49' 20" alla media di 41,04 km/h precedendo gli olandesi Bert-Jan Lindeman e Joey van Rhee.
Dei 178 ciclisti alla partenza iniziarono la gara in 177 e tagliarono il traguardo in 106.

## Squadre partecipanti
| N.      | Cod. | Squadra                      |
| ------- | ---- | ---------------------------- |
| 1-6     | TLJ  | Team Lotto NL-Jumbo          |
| 11-18   | BOA  | Bora-Argon 18                |
| 21-27   | CJR  | Caja Rural-Seguros RGA       |
| 31-38   | CCC  | CCC Sprandi Polkowice        |
| 41-48   | CLT  | Cult Energy Pro Cycling      |
| 51-58   | TNN  | Team Novo Nordisk            |
| 61-68   | ROP  | Roompot-Oranje Peloton       |
| 71-78   | TSV  | Topsport Vlaanderen-Baloise  |
| 81-88   | UHC  | UnitedHealthcare Pro Cycling |
| 91-98   | WGG  | Wanty-Groupe Gobert          |
| 101-108 | BAB  | Baby Dump Cycling Team       |
| 111-118 | CCT  | CCT-Champion System          |

| N.      | Cod. | Squadra                           |
| ------- | ---- | --------------------------------- |
| 121-128 | CJP  | Cyclingteam Jo Piels              |
| 131-138 | RIJ  | Cyclingteam Join's-De Rijke       |
| 141-148 | LDT  | Leopard Development Team          |
| 151-158 | MET  | Metec-TKH-Mantel                  |
| 161-168 | PVC  | Parkhotel Valkenburg Cycling Team |
| 171-178 | SEG  | SEG Racing                        |
| 181-188 | TCQ  | ColoQuick-Cult                    |
| 191-198 | OHR  | Team Coop-ØsterHus                |
| 201-208 | TTB  | Team Tre Berg-Bianchi             |
| 211-218 | RIW  | Riwal Platform Cycling Team       |
| 221-228 | STH  | Southeast Pro Cycling Team        |

## Ordine d'arrivo (Top 10)
| Pos. | Corridore          | Squadra             | Tempo    |
| ---- | ------------------ | ------------------- | -------- |
| 1    | Edward Theuns      | Topsport Vlaanderen | 4h49'20" |
| 2    | Bert-Jan Lindeman  | Lotto-Jumbo         | s.t.     |
| 3    | Joey van Rhee      | Jo Piels            | s.t.     |
| 4    | Jesper Asselman    | Roompot             | s.t.     |
| 5    | Scott Thwaites     | Bora-Argon 18       | s.t.     |
| 6    | Manuel Belletti    | Southeast           | a 14"    |
| 7    | Tanner Putt        | UnitedHealthcare    | s.t.     |
| 8    | Alessandro Bazzana | UnitedHealthcare    | s.t.     |
| 9    | Wouter Mol         | De Rijke            | s.t.     |
| 10   | Nick van der Lijke | Lotto-Jumbo         | s.t.     |